# 大久保町 (田原市)
大久保町（おおくぼちょう）は、愛知県田原市の地名。49の小字が設置されている。

## 地理
旧田原町南西部に位置する。西は野田町、北は仁崎町に接する。

### 字一覧
字名は以下の通りである。
| - 岩下（いわした） - 岩巣（いわす） - 大新田（おおしんでん） - 籠池（かごいけ） - 上鋪地（かみしきじ） - 河原（かわら） - 雁合（がんごう） - 北浅場（きたあさば） - 黒河（くろがわ） - 黒河原（くろがわばら） - 極楽（ごくらく） - 佐藤（さとう） - 椎沢（しいざわ） - 地蔵（じぞう） - 下地（しもじ） - 下鋪地（しもしきじ） - 小洞（しょうぼら） | - 新石田（しんいしだ） - 新長田（しんおさだ） - 新採（しんとり） - 新水田（しんみずた） - 新水深（しんみずぶか） - 洲畑（すばた） - 大師田（だいしでん） - 高村（たかむら） - 洞山（どうやま） - 中田（なかだ） - 仲地田（なかちだ） - 仲ノ坪（なかのつぼ） - 仲原（なかはら） - 七ツ釜（ななつがま） - 西田（にしだ） - 西山（にしやま） | - 野畑（のばた） - 東久保（ひがしくぼ） - 東芝崎（ひがししばざき） - 東谷（ひがしや） - 広見（ひろみ） - 二又（ふたまた） - 洞下（ほらした） - 万五郎（まんごろう） - 水上（みずかみ） - 三沢（みつざわ） - 南浅場（みなみあさば） - 宮西（みやにし） - 森下（もりした） - 門前（もんぜん） - 山下［（やました） - 山田（やまだ） |

### 山岳
- 藤尾山[5]
- 長興寺山[5]
- 西山[5]

## 歴史

### 沿革
- 戦国時代 - 三河国渥美郡の大窪郷として所在していた[7]。永禄年間、野田村より分村したとされる[7]。
- 江戸時代 - 渥美郡大久保村として所在[7]。田原藩領であった[7]。
- 1889年（明治22年） - 合併に伴い、野田村大字大久保となる[7]。
- 1891年（明治24年） - 野田村より分村し、大久保村として独立する[7]。
- 1906年（明治39年） - 合併に伴い、田原町大字大久保となる[7]。

## 世帯数と人口
2015年（平成27年）10月1日現在の世帯数と人口は以下の通りである。
| 町丁     | 世帯数  | 人口    |
| -------- | ------- | ------- |
| 大久保町 | 476世帯 | 1,664人 |

### 人口の変遷
国勢調査による人口の推移
| 2005年（平成17年） | 1,402人 | [ 8 ] |  |
| 2010年（平成22年） | 1,370人 | [ 9 ] |  |
| 2015年（平成27年） | 1,664人 | [ 2 ] |  |

## 学区
市立小・中学校に通う場合、学区は以下の通りとなる。また、公立高等学校に通う場合の学区は以下の通りとなる。
| 番・番地等 | 小学校                 | 中学校             | 高等学校 |
| ---------- | ---------------------- | ------------------ | -------- |
| 全域       | 田原市立田原南部小学校 | 田原市立田原中学校 | 三河学区 |

## 交通
- 国道259号（田原街道）[5]
- 愛知県道417号高松田原線[5]

## 施設
- 大久保神社[5]
- 曹洞宗長興寺[5]

## 史跡
- 県天然記念物黒河湿地植物群落[5]
- 県文化財長興寺木造観世音菩薩立像[5]
- 籠池古墳[5]
- 雁合遺跡[7]
- 宮西遺跡[7]

## その他

### 日本郵便
- 郵便番号 : 441-3426[3]（集配局：田原郵便局[12]）。